# Улучкины
Улучкины — дворянский род.
Происходит от лейб-кампанца Андрея Улучкина, участника дворцового переворота 1741 года, приведшего на трон императрицу Елизавету Петровну.

## Описание герба
Щит разделён перпендикулярно на две части, в правой в чёрном поле между тремя серебряными звёздами находится золотое стропило, с означенными на нём тремя горящими гранатами. Левая часть содержит в красном поле от подошвы до половины щита восходящую серебряную городовую стену о пяти зубцах, со стоящею над серединою оной стены золотую шпагу эфесом вверх обращённую.
Щит увенчан дворянским шлемом, на котором наложена Лейб-Компании Гренадерская шапка со страусовыми перьями красного и белого цвета, и по сторонам этой шапки видны два чёрные орлиные крыла с тремя на каждом серебряными звёздами. Намёт на щите красного и чёрного цвета, подложен серебром и золотом. Герб Улучкина внесён в Часть 1 Общего гербовника дворянских родов Всероссийской империи, стр. 91.